# Lauren Schmidt Hissrich
Lauren Schmidt Hissrich (Ohio, 1º agosto 1978) è una sceneggiatrice e produttrice televisiva statunitense.

## Biografia
Lauren Schmidt Hissrich si è laureata nel 2000 alla Wittenberg University a Springfield in letteratura inglese e scrittura creativa. È stata sceneggiatrice di serie televisive quali  West Wing - Tutti gli uomini del Presidente, Private Practice, Parenthood, Daredevil e The Umbrella Academy. Dal 2019 è creatrice, sceneggiatrice e produttrice esecutiva di The Witcher, serie Netflix basata (in teoria) sulla saga di Geralt di Rivia scritta da Andrzej Sapkowski.

## Filmografia

### Sceneggiatrice
- West Wing - Tutti gli uomini del Presidente (The West Wing) - serie TV (2002-2006)
- Justice - Nel nome della legge (Justice) - serie TV (2006-2007)
- Drive - serie TV (2007)
- Private Practice - serie TV (2007-2009)
- Parenthood - serie TV (2010)
- Do No Harm - serie TV (2013)
- Power - serie TV (2014)
- Daredevil - serie TV (2016)
- The Defenders - serie TV (2017)
- The Umbrella Academy - serie TV (2019)
- The Witcher - serie TV (2019-in corso)

### Produttrice
- Private Practice - serie TV (2007-2009)
- Parenthood - serie TV (2010)
- Do No Harm - serie TV (2013)
- Power - serie TV (2014)
- Daredevil - serie TV (2016)
- The Defenders - serie TV (2017)
- The Umbrella Academy - serie TV (2019)
- The Witcher - serie TV (2019-in corso)
- The Witcher: Blood Origin - miniserie TV (2022)